# Скорбь (фильм)
«Скорбь» (англ. Affliction) — американский художественный фильм, драма режиссёра Пола Шредера, вышедшая в 1997 году. Экранизация одноимённого романа писателя Рассела Бэнкса. В главных ролях задействованы Ник Нолти и Сисси Спейсек, во второстепенной роли отца-алкоголика Глена Уайтхауса — Джеймс Коберн, получивший за неё премию «Оскар».

## Сюжет
45-летний полицейский Уэйд Уайтхаус (Ник Нолти) работает в небольшом городе Лоуфорд штата Нью-Гэмпшир. Внезапная смерть матери вводит его в депрессию, его отец-алкоголик Глен (Джеймс Коберн) начинает пить ещё больше, когда приходит эта новость. Любовница Уэйда Марджи (Сисси Спейсек) поддерживает его, но странный несчастный случай, в который был впутан и Уэйд, полностью разрушает пресную жизнь маленького городка...

## В ролях
| Актёр              | Роль                   |
| ------------------ | ---------------------- |
| Ник Нолти          | Уэйд Уайтхаус          |
| Сисси Спейсек      | Марджи Фогг            |
| Джеймс Коберн      | Глен Уайтхаус          |
| Уиллем Дефо        | Ролф Уайтхаус          |
| Бригид Тирни       | Джилл Уайтхаус         |
| Холмс Осборн       | Гордон Ларивьер        |
| Джим Тру-Фрост     | Джек Хьюитт            |
| Кристофер Хейердал | Фрэнки Лакой           |
| Мэриэн Селдес      | Алма Питтмен           |
| Мэри Бет Хёрт      | Лилиан Уайтхаус Хорнер |

## Награды и номинации
Фильм был положительно воспринят большинством мировых кинокритиков и собрал множество кинопризов и наград:

| - 1997 — 4 номинации на Международном кинофестивале в Вальядолиде: лучший актёр (Ник Нолти; победа), лучший оператор (Пол Саросси; победа), специальный приз жюри (победа) и «Золотой колос» за лучший фильм. - 1999 — премия «Молодой актёр» за лучшую женскую роль второго плана (Бригид Тирни). - 1999 — номинация на премию «Спутник» за лучшую мужскую роль в драме (Ник Нолти). - 1999 — 2 номинации на премию Круга кинокритиков Нью-Йорка: лучший актёр (Ник Нолти; победа) и лучший фильм. | - 1999 — 6 номинаций на премию «Независимый дух»: лучший фильм, лучший режиссёр (Пол Шредер), лучшая мужская роль (Ник Нолти), лучшая мужская роль второго плана (Джеймс Коберн), лучший сценарий (Пол Шредер) и лучшая операторская работа (Пол Саросси). - 1999 — номинация на премию «Хлотрудис» за лучшую мужскую роль (Ник Нолти). - 1999 — номинация на премию «Золотой глобус» за лучшую мужскую роль в драме (Ник Нолти). - 1999 — 2 номинации на премию «Оскар»: лучшая мужская роль (Ник Нолти), лучшая мужская роль второго плана (Джеймс Коберн; победа). |